# Palacio de Justicia del Condado de Lincoln (1938)
El Palacio de Justicia del Condado de Lincoln de 1938 es un edificio de estilo Art Moderne en Pioche, en el estado de Nevada (Estados Unidos). El juzgado de 1938 reemplazó al llamado "juzgado del millón de dólares" construido en 1871, cuyo último pago de los aproximadamente 800 000 dólares que costó se realizó coincidentemente en 1938.
En 1937, el condado de Lincoln comenzó a recibir las ganancias de un gran auge en la minería de plomo y zinc que se prolongó durante la década de 1950 y proporcionó una parte importante de los ingresos fiscales del condado. A medida que el antiguo palacio de justicia del condado se deterioraba, creció el deseo de reemplazarlo, lo que resultó en una emisión de bonos de 1937. Al mismo tiempo, el condado recibió una subvención de 26 800 dólares de la Administración de Obras Públicas para el 45 por ciento del costo de un nuevo juzgado. El dinero de la PWA tenía condiciones, una de las cuales era una revisión minuciosa del diseño. Se prefirió un aspecto moderno, hasta el punto de que un estilo art déco-Art Moderne simplificado se conoció como PWA Moderne . El nuevo palacio de justicia fue diseñado por el arquitecto de Las Vegas AL Worswick con este gusto.
Después de un proceso de licitación inicial en el que todas las ofertas superaron el presupuesto de $ 60,000, una segunda oferta en 1938 produjo una oferta baja de $ 49,347. El postor, LF Dow de Los Ángeles y Las Vegas, completó el palacio de justicia en 1939. El edificio ha servido como palacio de justicia del condado, cárcel, oficina del alguacil del condado y edificio de oficinas estatales desde entonces. Fue inscrito en el Registro Nacional de Lugares Históricos en 2002. 